# روتیلیو دی لورنزو مانتی
روتیلیو دی لورنزو مانتی (انگلیسی: Rutilio di Lorenzo Manetti; حدود ۱۵۷۱ – ۲۲ ژوئیه ۱۶۳۹) نقاش اهل ایتالیا بود. نقاش ایتالیایی متاخر تکلف‌گرایی یا پروتو  باروک بود که عمدتاً در  سیه‌نا فعال بود.